# Steve Nicol
Stephen Nicol, detto Steve (Irvine, 11 dicembre 1961), è un ex calciatore e allenatore di calcio scozzese, di ruolo difensore.

## Palmarès

### Giocatore

#### Club

##### Competizioni nazionali
- Campionato inglese: 6

Liverpool: 1981-1982, 1982-1983, 1983-1984, 1985-1986, 1987-1988, 1989-1990
- Coppa d'Inghilterra: 3

Liverpool: 1985-1986, 1988-1989, 1991-1992
- Coppa di Lega inglese: 4

Liverpool: 1980-1981, 1981-1982, 1982-1983, 1983-1984
- Charity Shield: 5

Liverpool: 1982, 1986, 1988, 1989, 1990

##### Competizioni internazionali
- Coppa dei Campioni: 1

Liverpool: 1983-1984

#### Individuale
- Giocatore dell'anno della FWA: 1

1989

### Allenatore
- U.S. Open Cup: 1

New England Revolution: 2007
- SuperLiga nordamericana: 1

New England Revolution: 2008